# Xx (album)
Xx er britiske The XX' debutalbum og udkom i august 2009. Det blev særdeles rost i både ind- og udland. 
Albummet indbragte desuden bandet den eftertragtede engelske musikpris Mercury Prize i 2010 foran navne som bl.a. Foals, Wild Beasts og Dizzee Rascal.

## Spor
Al tekst er skrevet af Oliver Sim og Romy Madley Croft, medmindre andet er angivet. 

Al musik er skrevet af Baria Qureshi, Jamie Smith, Oliver Sim og Romy Madley Croft, medmindre andet er angivet.
| XX    | XX                                                                                         | XX     | XX | XX | XX | XX | XX | XX | XX |
| #     | Titel                                                                                      | Længde |    |    |    |    |    |    |    |
| ----- | ------------------------------------------------------------------------------------------ | ------ | -- | -- | -- | -- | -- | -- | -- |
| 1.    | "Intro"                                                                                    | 2:08   |    |    |    |    |    |    |    |
| 2.    | "VCR"                                                                                      | 2:57   |    |    |    |    |    |    |    |
| 3.    | "Crystalised"                                                                              | 3:22   |    |    |    |    |    |    |    |
| 4.    | "Islands"                                                                                  | 2:41   |    |    |    |    |    |    |    |
| 5.    | "Heart Skipped a Beat"                                                                     | 4:02   |    |    |    |    |    |    |    |
| 6.    | "Fantasy" (tekst: Oliver Sim)                                                              | 2:38   |    |    |    |    |    |    |    |
| 7.    | "Shelter" (tekst: Romy Madley Croft - musik: Jamie Smith, Oliver Sim og Romy Madley Croft) | 4:30   |    |    |    |    |    |    |    |
| 8.    | "Basic Space"                                                                              | 3:08   |    |    |    |    |    |    |    |
| 9.    | "Infinty"                                                                                  | 5:13   |    |    |    |    |    |    |    |
| 10.   | "Night Time"                                                                               | 3:37   |    |    |    |    |    |    |    |
| 11.   | "Stars"                                                                                    | 4:23   |    |    |    |    |    |    |    |
| 38:39 |                                                                                            |        |    |    |    |    |    |    |    |

| XX (Bonus CD) | XX (Bonus CD)                       | XX (Bonus CD) | XX (Bonus CD) | XX (Bonus CD) | XX (Bonus CD) | XX (Bonus CD) | XX (Bonus CD) | XX (Bonus CD) | XX (Bonus CD) |
| #             | Titel                               | Længde        |               |               |               |               |               |               |               |
| ------------- | ----------------------------------- | ------------- | ------------- | ------------- | ------------- | ------------- | ------------- | ------------- | ------------- |
| 1.            | "Teardrops" (Womack & Womack cover) | 3:51          |               |               |               |               |               |               |               |
| 2.            | "Do You Mind?" (Kyla cover)         | 3:37          |               |               |               |               |               |               |               |
| 3.            | "Hot Like Fire" (Aaliyah cover)     | 3:35          |               |               |               |               |               |               |               |
| 4.            | "Blood Red Moon"                    | 2:14          |               |               |               |               |               |               |               |
| 5.            | "Insects"                           | 2:30          |               |               |               |               |               |               |               |
| 15:47         |                                     |               |               |               |               |               |               |               |               |

## Fodnoter
1. ↑  "The xx: xx – Anmeldelse – GAFFA.dk". Arkiveret fra originalen 24. juni 2011. Hentet 16. januar 2011.
2. ↑  "The xx 'xx' – Soundvenue · Music & Expression". Arkiveret fra originalen 5. januar 2011. Hentet 16. januar 2011.
3. ↑  Pitchfork: Album Reviews: The xx: xx
4. ↑  The xx hjemtager årets Mercury Prize – Soundvenue · Music & Expression (Webside ikke længere tilgængelig)